# Pioche (Nevada)
Pioche es un lugar designado por el censo del condado de Lincoln en Nevada (Estados Unidos), está a unos 289 km al noroeste de Las Vegas. Su altitud es de 1847 metros. Pioche es la sede del condado de Lincoln. El nombre de la región es en nombre de François Louis Alfred Pioche, un financiero de San Francisco.